# Bohuslav Vaněk-Úvalský
Bohuslav Vaněk-Úvalský (* 13. února 1970 Praha) je český spisovatel, fotograf, textař, scenárista, editor, designér, ilustrátor a producent knih. Živil se jako tiskař, grafik, copywriter, novinář, šéfredaktor a nakladatel.
Dědeček, Bohuslav Vaněk-Úvalský, byl přítelem Jaroslava Haška a jeho jméno bylo Úvalský, proto Bohuslav začlenil toto epiteton do svého příjmení. V letech 1984 až 1988 studoval na tiskové škole. Poté pracoval jako redaktor Redhot a Víkend MF Dnes, stal se zástupcem redaktora časopisu Mladá Fronta Plus a nakonec šéfredaktorem časopisu Rodinný dům. V roce 1993 založil v Praze nakladatelství Krásné nakladatelství, které se věnovalo zejména poezii, které se věnoval do roku 1997. Také se věnoval reklamní agentuře grafický design. V současné době žije v Praze Nuslích.

## Dílo
- Amerika (próza v básni, KN, 1993)
- Psí roky (próza, KN, 1994)
- Nářez brouků na palouku (nonsensuální poezie, KN, 1994)
- Naivní román (próza, soukromý tisk, 1995)
- Hubotřasný román Poslední Bourbon (próza, KN, 1995)
- BVÚ & André Craval: Pdvržená romance z konce tisíciletí (próza, KN, 1997)
- Zabrisky (próza, Petrov, 1999)
- 7 blbých (divadelní jednoaktovka, soukromý tisk, 1999)
- Balada pro Martu a Brouka (próza v básni, soukromý tisk, 2000)
- Brambora byla pomeranč mého dětství (próza, Petrov, 2001)
- Ženy, Havel, Hygiena (próza v básni, Petrov, 2003)
- Žena se nedá loupat jako banán (próza, Plot, 2005)
- Zabrisky, ta druhá spermie (próza, KN, 2010)
- 33 obrázků z filmu, který nenatočím (KN, 2011)
- Sexpop (KN, 2011)
- Světluška není baterka / Řachtanky pro děti (knížka pro děti, text + ilustrace, soukromý tisk, 2011)
- Bílá nemoc 2013 (próza, text + ilustrace, elektronicky, KN, 2012)
- Obrazové leporelo Pražský milion, sez. 1 / Anděla (próza + fotografie, elektronicky, KN, 2015)
- Obrazové leporelo Pražský milion, sez. 1 / Clarissa (próza + fotografie, elektronicky,, KN, 2015)
- Obrazové leporelo Pražský milion, sez. 1 / Vanilka (próza + fotografie, elektronicky, KN, 2015)
- Obrazové leporelo Pražský milion, sez. 3 / Marika 1 ( próza + fotografie, elektronicky,  KN, 2016)
- Obrazové leporelo Pražský milion, sez. 3 / Marika 2 (próza + fotografie, elektronicky, KN, 2016)
- Obrazové leporelo Pražský milion, sez. 3 / Marika 3 (próza + fotografie, elektronicky, KN, 2016)
- Obrazové leporelo Pražský milion, sez. 3 / Marika 4 (próza + fotografie, elektronicky, KN, 2016)
- Obrazové leporelo Pražský milion, sez. 1 / Velká kniha popisků (próza + fotografie, elektronicky, KN, 2016)
- Obrazové leporelo Pražský milion, sez. 3 / Velká kniha popisků (próza + fotografie, elektronicky, KN, 2016)
- Praha panoramatická (text + fotografie, KN, 2018)
- Úvalský: Hvězda, která nevyšla 2 / Jak nevydat bestseller (próza, KN, 2018)
- Bílá nemoc dnes (próza, KN, 2018)
- BVÚ & Piggy On: Princ Gayaya / Nové národní 5G pohádky (próza, KN, 2019)
- Žena na Měsíci (próza, KN, 2020)

#### Pod pseudonymy
- Ostrochin Vrábel: Můj testament čili 33 opusů mručného starce (poezie, KN, 1994)
- Ostrochin Vrábel: Rhytmus Rmut čili Návrat eruptivního starce (poezie, KN, 1997)
- Donovan Kovkop: Burleska (poezie, KN, 1998)

#### Mimo svoje knížky ilustroval
- Lukáš Pavlásek: Z deníku Ajťáka (Vládce všech galaxií, 2015)
- Lukáš Pavlásek: Ajťák vrací úder (Vládce všech galaxií, 2017)

Dále vytvářel design a barevné řešení všech Pavláskových dětských knih

## Citáty
https://cs.wikiquote.org/wiki/Bohuslav_Van%C4%9Bk-%C3%9Avalsk%C3%BD